# فؤاد المحنبي
فؤاد عيسى أحمد المحنبي1963، شاعر يمني كان يعمل في ديوان عام وزارة التربية والتعليم اليمنية بدرجة وكيل وزارة وتقاعد في العام 2020، وعمل في العام 2004م في لجنة النصوص بوزارة الثقافة.

## مولده ونشأته

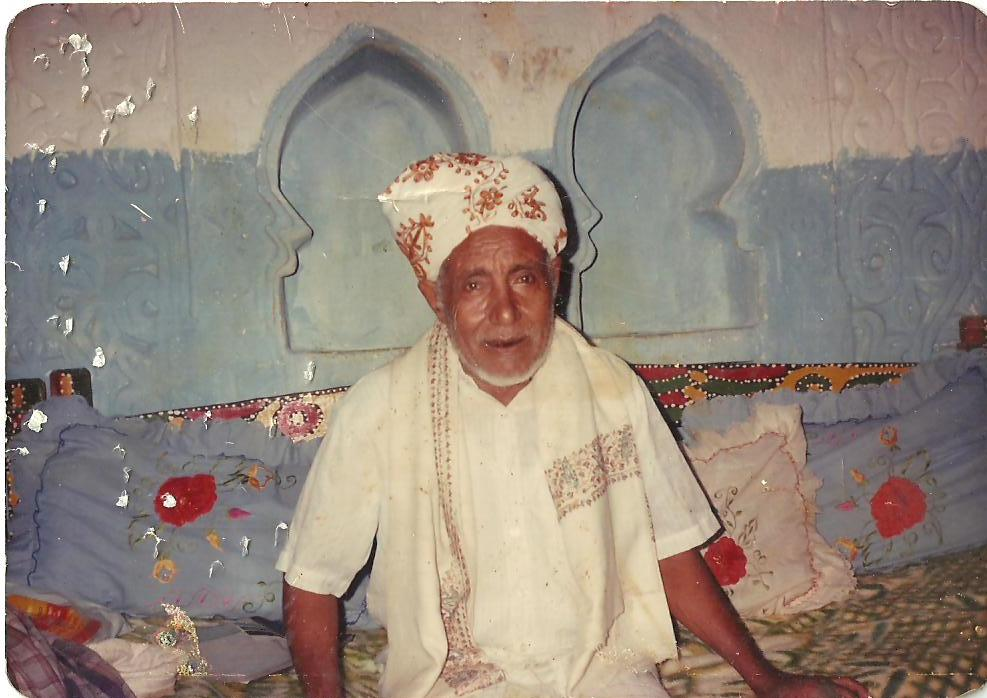
الشيخ / عيسى أحمد المحنبي.

ولد في الثاني عشر من أكتوبر من العام 1963م في قرية التريبة بمديرية زبيد، وتبعد القرية عن مدينة زبيد بمسافة 8 كم شرقاً، وتبعد مدينة زبيد عن مدينة الحديدة بمسافة حوالي 100 كم تقريباً في اتجاه الشرق. وُلِد الشاعر لأبوين مسلمين عربيين يمنيين.
والده الشيخ عيسى أحمد المحنبي أديب وشاعر وعالم في الفقه والعلوم العربية والإسلامية، وقد نشأ وتعلم -الشاعر فؤاد- على يديه متشربًا من بيئة أسرته آل المحنبي
1. ↑  موسوعة الاعلام نسخة محفوظة 04 مارس 2016 على موقع واي باك مشين.
2. ↑  القاضي إسماعيل علي الأكوع، القاضي إسماعيل (1994-01-01). هجر العلم ومعاقله في اليمن (ط. 1nd). بيروت: دار الفكر المعاصر لبنان - بيروت - ساقية الجنزير، خلف الكارلتون. ج. 1. ص. 254, 255, 256=pp.', pages'. SBN:268; ISBN No.. {{استشهاد بكتاب}}: تحقق من التاريخ في: |سنة= و|سنة= لا يطابق |تاريخ= (مساعدة) وتأكد من قيمة |sbn=: حرف غير صالح (مساعدة)

الفقه واللغة والتصوف. واشتهر فؤاد المحنبي إثر مناظرة بينه وبين الشاعر عباس فتوني في مدينة طرابلس بلبنان،

## تعليمه الأولي وتكوينه الثقافي
بدأ الشاعر دراسته الابتدائية في جدة في المملكة العربية السعودية بمدرسة سلمان الفارسي أثناء فترة اغتراب أسرته فيها، وعادت الأسرة إلى القرية في منتصف العام 1976م لِيَتمّ دراسته الابتدائية في قريته فتأثّر بالفكر الصوفي لدى ابن عربي والحلاج وتأثر بالمنهج التأملي الديني في النفس والحياة لدى محمد متولي الشعراوي ومصطفى محمود وقرأ لكثير من مفكري وأدباء الغرب؛ وأتمّ الشاعر فؤاد المحنبي دراسته الابتدائية في العام 1976م في قريته التريبة ودرس عامين من الإعدادية في مدينة زبيد وكان خلال العطلات المدرسية يتلقّى العلم على يد مشائخ وعلماء مدينة زبيد العلوم الدينية والعربية.

## دراسته الجامعية وتدرجه الوظيفي
انتقل إلى مدينة الحديدة للدراسة في معهد المعلمين ليتخرج بعد أربع سنوات مدرساً؛ ثم عمل في مجال التربية مدرساً للصفوف الابتدائية لمدة ثلاثة أعوام عام (1983-1986م). انتقل بعد ذلك  للدراسة الجامعية في كلية التربية بتعز _ فرع جامعة صنعاء _ ليتخرج بدرجة البكالوريوس في العام 1990م متخصصاً في مادة الرياضيات _ فرعي فيزياء.
كان يمارس هواياته الشعرية والأدبية منذ بداية دراسته الثانوية وحين تخرج من الجامعة انتقل إلى مديرية زبيد للتدريس وشارك في تأسيس المنتدى الثقافي بزبيد مع أصدقاء له من الأدباء والشعراء والشباب والمثقفين في زبيد، منهم الشاعر عبد الله الكوكباني وجمال مهدي وعلى رأسهم أحمد محمد رسام الشميري صاحب منتدى الإثنين الثقافي والأدبي وكان يرتاد منتدى النوارس الأدبية الذي أسسّه عبد الرحمن الحضرمي والد جمال الحضرمي عضو مجلس الشورى اليمني حالياً، ومستشار رئيس الوزراء، ويعتبر المؤرخ اليمني عبد الرحمن الحضرمي كذلك والداً لأسامة الحضرمي.
تدرّج الشاعر خلال تلك الفترة في العمل التربوي حتى حصل على درجة موجّه أول في مادة الرياضيات.
شارك في ملتقى الشباب العرب بلبنان 10-30 مارس 1996م بمناظرة شعرية مع الشاعر عباس فتوني والذي يعتبره حزب الله شاعر المقاومة اللبنانية، وقد حصل للشاعر فؤاد تكريم إثر تفوقه في تلك المناظرة المناظرة الشعرية بين فؤاد المحنبي، عباس فتوني شاعر المقاومة اللبناني في الجامعة اللبنانية في طرابلس وأُهْدِيَ درع الجامعة اللبنانية في صباحية احتفالية تزامناً مع احتفال الجامعة بيوم المقاومة اللبنانية - 14 آذار - واشتهر بعد تلك المناظرة بــ فؤاد المحنبي.
حصل على درجة مدير عام بصورة استثنائية وتكريم من الرئيس اليمني علي عبد الله صالح 1997م بعد وتفوقه في المناظرة الشعرية مع الشاعر عباس فتوني.
أسس منتدى المحنبي للثقافة والإبداع - لتضمّ مكتبته في القرية تراث آل المحنبي الديني والأدبي من مخطوطات لفقهاء وعلماء من اليمن، ويساهم بالعضوية في المنتدى عدد من الشباب المثقفين والمواهب الأدبية حتى من غير آل المحنبي، ويقوم عدد محدود من الخيرين والمشجعين بدعم المنتدى إلى جانب دعم وزارة الثقافة اليمنية السنوية وعلى رأسهم صديقه محمد صالح عباس نجل الأديب اليمني صالح محمد عباس، وعبد الواسع هايل سعيد، كما شارك مؤخرًا في تأسيس مؤسسة شعراء على نافذة العالم للثقافة والإبداع، ويشغل حاليًا منصب المدير التنفيذي للمؤسسة،
صدر له ديوان شعري في العام 2003م بعنوان (قل هو الحب وطن) طبعة أولى برعاية الهيئة العامة للكتاب الذي كان يرأسها صديقه خالد عبد الله الرويشان، الذي يشغل الآن منصب عضو في مجلس الشورى اليمني والذي كان قد شغل منصب وزير الثقافة والسياحة لليمن (2003-2008)م.
ثم صدر له ديوان ثان بعنوان (الوردة السادسة) بمساهمة مادية ومعنوية من أصدقائه:
1_محمد صالح عباس 2_خالد الفحاحي 3_خالد الذرحاني.

## شعره
المنهج الشعري لدى الشاعر فؤاد المحنبي:
يتجلى منهجه الشعري في ديوانه الأول (قل هو الحب وطن) بالاتجاه الصوفي الإسلامي الذي يعتمد في فكره البنائي للقصيدة على التأمل، واعتماد منهجية تقديم الحلول والمعالجات لأزمات المجتمع، بما يجعل للشعر وظيفة تعبدية حين يقدم معالجات دينية للقضايا التي يتناولها بما في ذلك الشعر لديه كقضية يجب أن يستحدث فيها تجاربه التجديدية فهو مع كونه يمتاز بقدرته على تقديم العمود الشعري الملتزم موسيقياً إلا أنه قدم العمود -مثلاً- في قصيدته الثانية في ديوانه (قل هو الحب وطن) والمعنونه «رشفة» قدم العمود بشكل يثور فيه على القافية فتظهر نونية في بعض الأبيات وميمية في بعضها وكأنه يحاول الإشارة إلى التأثر بالموسيقى الخارجية لآيات القرآن الكريم ليوصل رسالة يحث فيها الشعراء على اقتباس تلك الميزة الموسيقية القرآنية واستلهامها في كتابة العمود الشعري فيصبح العمود لديه لوناً شعرياً ثابتاً ومستمراً، يمكن تطويره وبما يوحي بأن وجود الألوان جميعها في الشعر -من العمود إلى التفعيلة إلى الشعر الحديث والنثري وقصيدة الومضة- كل ذلك لا يحتم انقراض لون العمود وعدم قابليته للتطوير وأن تعايشاً سلمياً يمكن أن ينشأ بين ألوان الشعر كلها، وذلك يبدو -على سبيل المثال-في قصيدته التفعيلية «بك نبتدي» ففيها يبدو جلياً مزجه بين العمود والتفعيلة.
التقسيم الموسيقي للشعر لدى الشاعر فؤاد المحنبي في ديوانه (قل هو الحب وطن)
تنقسم الموسيقى عند الشاعر إلى موسيقى (خارجية- وداخلية-وموسيقى الحرف، وموسيقى التداخل النغمي) 
وتظهر الموسيقى الخارجية في قوافي العمود الموحد القافية في عدد من قصائد الديوان.
أما الموسيقى الداخلية فهي تظهر جلياً في استخدامه السياق القرآني كركيزة نغمية يقولب باتجاهها نصه الشعري ولأن ذلك ابتكار جديد في موسيقى الشعر فقد حاول إبرازه بشكل جلي في العنوان «قل هو الحب وطن» فالعنوان يستلهم النص القرآني «قل هو الله أحد» لينسج على نسقه الموسيقي عنوان الديوان، فهو بذلك يقدم رسالة تحث الشعراء على الإفادة من الموسيقى الداخلية للنص القرآني، وهو في نفس الوقت يقدم الفكرة المعروفة وهي توافق قيم الحب والمحبة مع القيم والمثل المتناسقة مع توحي به كلمة الله، وكذلك كلمة وطن مع كلمة أحد إشارة إلى وحدانية الوطن والانتماء حين يكون ذلك الوطن هو حب الله.
كما تظهر الموسيقى الداخلية جلية في نص مبتكر بعنوان«إشارة حب» وقد كان لهذا النص ردود افعال قوية ضد الشاعر وصلت في بعض الأحيان إلى تكفيره، باعتباره يكتب نصاً يعتمد فيه على إيصال موسيقى من سورة ياسين والقرآن الحكيم، ولكن الذين يدركون المقصد النفسي للشاعر أمكنهم تلقي رسالته والتعرف على فحواها التي تحث على الجمال العظيم الناشيء عن استلهام الشاعر في نصوصه الشعرية للموسيقى الداخلية للقرآن الكريم..
استهلال:

## أعماله ودواوينه

### قل هو الحب وطن
قصيدة الديوان:

### الوردة السادسة

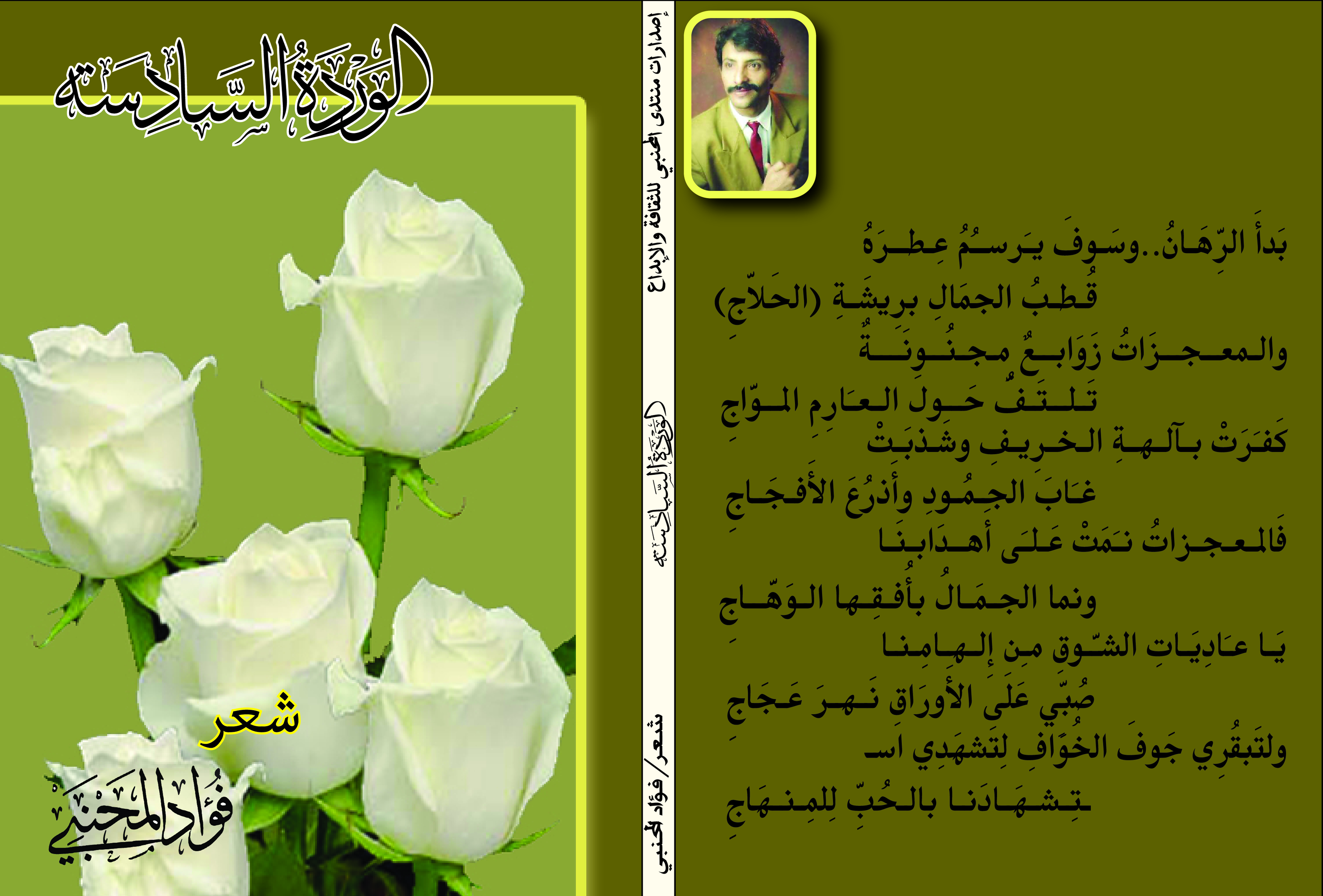
[http://commons.wikimedia.org/wiki/File:%D8%A7%D9%84%D9%88%D8%B1%D8%AF%D8%A9_%D8%A7%D9%84%D8%B3%D8%A7%D8%AF%D8%B3%D8%A9_%D8%AF%D9%8A%D9%88%D8%A7%D9%86_%D8%B4%D8%B9%D8%B1%D9%8A_%D9%84%D9%84%D8%B4%D8%A7%D8%B9%D8%B1_%D9%81%D8%A4%D8%A7%D8%AF_%D8%A7%D9%84%D9%85%D8%AD%D9%86%D8%A8%D9%8A.pdf الديوان الشعري الثاني للشاعر فؤاد المحنبي بعنوان «الوردة السادسة»

قال في رثاء أمه زهراء: